# Otakar Jeremiáš
Otakar Jeremiáš (Písek, 17. listopada 1892. – Prag, 5. ožujka 1962.) bio je češki skladatelj, dirigent i učitelj. Sin je oca skladatelja Bohuslava Jeremiáša, a i njegov brat Jaroslav također je, kao i otac, bio skladatelj.

## Životopis
Otakar Jeremiáš rođen je 17. listopada 1892. u gradu Píseku, u pokrajini Južna Češka. Uz dirigiranje, na Praškom konzervatoriju je studirao i violončelo i glasovir. Živio je u Českim Budějovicama, gdje je bio ravnatelj lokalne glazbene škole do veljače 1929., kada postaje dirigent Simfonijskog orkestra Praškog radija.
Kada je počeo ravnati orkestrom 1929., imao je svega 27 članova. 1931. orkestar je imao 45, a 1936. 70 stalnih članova. Bio je najomiljeniji voditelj orkestra, zbog duhovitosti i uvijek dobrog raspoloženja.

Prilikom dirigiranja orkestrom 1943. postavio je i svoj pogled na orkestar:
1945. napušta orkestar i postaje ravnatelj opere u Narodnom kazalištu u Pragu, a od 1949. bio je i predsjednik Društva skladatelja Čehoslovačke (češ. Svaz československých skadatelů). Umro je u Pragu, 5. ožujka 1962., u 71. godini života.
Njegova žena, Marie Budíková, bila je operna pjevačica (sopran), koja je u poznatoj operi Prodana nevjesta tumačila ulogu Mařenke uz potporu Simfonijskog orkestra Praškog radija kojim je Otakar ravnao.

### Skladatelj
Na njegov skladateljski rad uvelike su utjecali Bedřich Smetana, Zdeněk Fibich i Leoš Janáček.
Izabrani radovi:
- Ljubav (1921.)
- Zborov (1927.)
- Braća Karamazov (1929.)
- Enšpígl - opera (dovršena 1949.)
- Proljetna uvertira